# Наце Пицов
Наце Пицов e деец на Вътрешната македоно-одринска революционна организация, станал сърбоманин, войвода на сръбската въоръжена пропаганда в Южна Македония.

## Биография
Пицов е роден в град Ресен или Ресенско. Присъединява се към ВМОРО и става четник на дякон Евстатий Шкорнов, като в четата са и Кръсте Трайков, Спиро Стария. Още преди голямото сражение на 1 май 1906 година с турски аскер край Вълкодери, Кръсте Трайков и Наце Пицов влизат в конфликт, като по-видни местни жители и кандидати за ръководно место в четата. След сражението се сбиват, Наце е арестуван, вързан и обиждан. Успява да избяга и отива в Ресен, а оттам в Битоля, където се свързва със сръбския комитет. Сърбите му дават пари и го изпращат в една от сръбските чети, действащи в Поречето. Оттам в края на 1906 година Наци Пицов се връща в Ресенско с един призренец. Призренецът е заловен от ВМОРО в Демир Хисар и убит, но Наце успява да избяга и се укрива в Ресен, където се движи със сърбоманина Мако.
Пицов оглавява чета, която се движи край няколкото сърбомански села в района на Петрино планина, в западната част на казата, но не успява да извърши нищо значимо и дейността ѝ в Ресенско е без всякакво значение и е плод на желанието на Сръбската четническа организация да регистрира формално присъствие и в този български край.
Пицов е убит преди 1912 година.